# Themen der Metal-Szene
Als Themen der Metal-Szene werden in Szenedarstellungen einige inhaltliche Komplexe benannt, welche sich in vielen Subströmungen wiederfinden. Diese werden über lyrische und gestalterische Elemente des Metals in der Szene propagiert, von Fans aufgegriffen und rezipiert und dienen als weitere szeneinterne Anknüpfungspunkte untereinander. Die meisten dieser Kerntopoi finden sich in den Gestaltungen von Tonträgern, Werbungen, Bühneninszenierungen, Musikvideos und Liedtexten unterschiedlicher Szeneakteure sowie in den häufig auf solche Elemente rekurrierende Textilien und Aufnäher.
Als die Vergemeinschaftungspraxis der Szene mitbestimmenden, thematischen Schwerpunkte gelten Auseinandersetzungen mit der Figur des Teufels, inklusive diverser Formen des Okkultismus, literarischen Gattungen wie Fantasy und Horror, der Vormoderne oder als negativ wahrgenommene Emotionen wie Hass und Wut oder Angst, Grauen und Trauer statt. Den negativ wahrgenommenen Emotionen stehen besonders die  als dionysisch genannten Themen Sexualität, Drogen- und Alkoholkonsum sowie Partybeschreibungen gegenüber.
Die folgende, sich an diesen Punkten orientierende Darstellung gilt somit den wichtigsten und populärsten in der Breite der Szene verhandelten Themenkomplexen. Diese Auflistung kann derweil weder als exklusiv noch als absolut betrachtet werden. Weitere Themen können bei einzelnen Interpreten, Peers oder Szene-Subströmungen von immanenter Bedeutung sein, während sich kaum eine Szeneströmung allen Themen widmet.

## Teufel

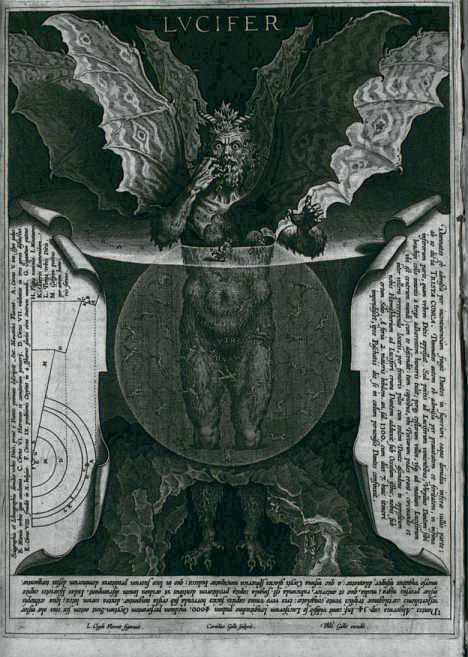
Illustrationen der Göttlichen Komödie, wie der von Alessandro Vellutello zum 34. Gesang angefertigte Kupferstich, werden in der Metal-Szene häufig zur Tonträgergestaltung genutzt

Der Kulturwissenschaftler Manuel Trummer beschreibt den Teufel als zentrale Identifikationsfigur sowie als „omnipräsente[n] visuelle[n] und ideologische[n] Bestandteil von Heavy Metal und Hard Rock.“
Dem Erziehungswissenschaftler Werner Helsper zur Folge steht der Teufel im Metal vornehmlich als „archaische Metapher für den sozialen Aufstand.“ In der Figur des Teufels verdichten sich die Bedürfnisse nach Rebellion, Destruktion und Aufstand. Entsprechend lässt sich die häufige Nutzung der Figur auf die idealisierten Vorstellungen von Freiheit und Individualismus zurückführen.
Ernsthafter Satanismus im theologischen, gnostischen oder philosophischen Sinn ist laut dem Theologen Sebastian Berndt in der Szene auf wenige Ausnahmen beschränkt. Im Metal vertretenen Ausprägungen eines vermeintlichen Satanismus ordnet er überwiegend einem jugendlichen reaktiven Satanismus zu. Dieser sei dabei nicht von dauerhaftem Bestand und vornehmlich ein Ausdruck der Ablehnung des Christentums, insbesondere der organisierten Kirche. Ähnlich beschreibt Trummer den Teufel als „profaniertes, subversives Symbol für die Ablehnung von Kirche und Christentum.“ Dieses Symbol wird im Metal als verschiedene, teils einander widersprechenden, Typen thematisiert: Als menschenfeindlicher Widersacher, als verführender Trickster sowie als aufklärerischer Befreier. Den Auseinandersetzungen mit der Figur des Teufels folgend sind Bezugnahmen auf die Hölle, als erstrebenswerter Ort des freien und exzessiven Lebens oder als beängstigender Ort des übernatürlichen Grauens Teil des gängigen Szenevokabulars.
Der Themenkomplex wird häufig lyrisch und visuell aufgegriffen. So gehören Verweise auf Dante Alighieris Göttliche Komödie, John Miltons Paradise Lost oder Hieronymus Boschs Der Garten der Lüste zu gängigen Motiven auf Tonträgern, Textilien oder in Musikvideos.

### Widersacher und Zerstörer
In der Rolle des menschenfeindlichen Widersachers wird der Teufel als sinistere bedrohliche Gestalt in Anlehnung an das Alte Testament dargestellt. Als solcher wird der „große Widersacher und Zerstörer“ von Gruppen wie Black Sabbath „in warnenden, furchtsamen Worten“ beschrieben. Ebenso wird die Hölle als Ort der Sühne voller Leid und Qual zum mahnenden Bild des Grauens. Weitere Bezugnahmen auf die Hölle entsprechen eher Horrorszenarien sowie einer Lust am Extremen. Dem warnenden Tenor gegenüberstehend inszenieren sich Gruppen wie Coven unter dem Einsatz „okkulter Symbole und Requisiten […] affirmativ als Teufelsbündner“. Diese Selbstinszenierung als teufelsbündnerischer, satanischer Musiker wurde mit der NWOBHM fester Bestandteil der Szene.
In beiden Varianten wird der Teufel, dem Volksglauben, kirchlichen Lehren und Horrorfilmen entsprechend, als Personifikation des absolut Bösen umschrieben. Eine tiefergreifende Auseinandersetzung mit der Figur und ihrer religiösen Implikation findet in diesen Varianten im Metal kaum statt. Die Affirmation der Symbolik dieses personifizierten Bösen gilt gemeinhin als direkter Protest gegen das Christentum. Ebenso wird die Affirmation als Inszenierung einer gespielten eigenen Boshaftigkeit, wie beispielsweise bei Venom, begriffen.

### Verführerischer Trickster

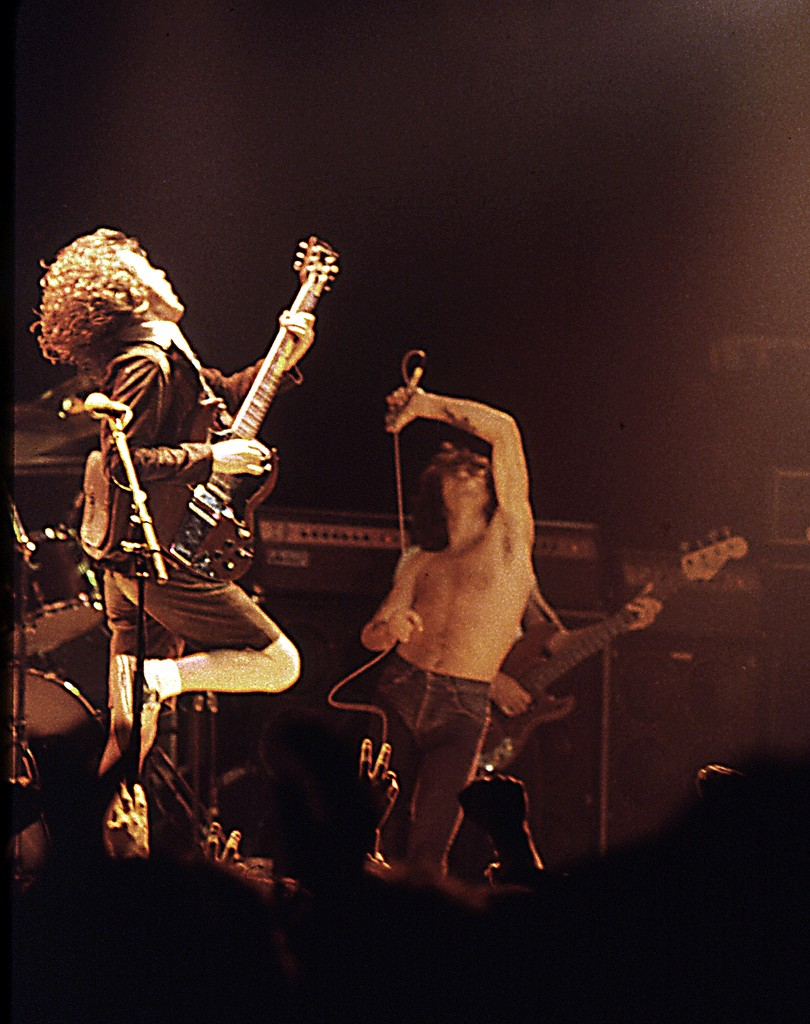
AC/DC, hier bei einem Konzert der Highway-to-Hell-Tour 1979, nutzen in Albumgestaltungen und Songtexten den Teufel sowie die Hölle als Symbole für einen ausschweifenden und nonkonformen Lebenswandel

Eine weitere Darstellungsform, die insbesondere bei Hard-Rock-Gruppen wie AC/DC anzutreffen ist, bemüht den Teufel als „leichtfüßigen, Verwirrung stiftenden“ kosmischen Trickster. In dieser Darstellungsform wird der Teufel zu „einer übermütigen, Grenzen übertretenden, die Ordnung störenden Figur“. Als solche erscheint der Teufel weit weniger furchterregend oder zerstörerisch, sondern tritt als Verführer oder hedonistischer Narr, welcher der Gesellschaft einen Spiegel vorhält und den Sündenfall ironisierend zum Ideal eines über den Tod hinaus andauernden Exzesses erklärt, in Erscheinung.
Als Teil dieses Spiels mit kirchlichen Dogmen und der Konfrontation mit der exzessiven Lebensführung wird das Motiv einer verkehrten Welt von Trummer als Instrument der Gesellschaftskritik benannt. „Politikerschelte, Sozialkritik, antikirchliche Ressentiments artikulieren sich auf teils drastische Weise und kommentieren auf derb-karikierende Art in der Tradition der frühneuzeitlichen Teufel.“
Im Kontext dieser Betrachtungsweise wird die Hölle zu einem Teil einer verkehrten Realität, in welcher die gesellschaftlichen Normen ihre Gültigkeit verloren haben, ohne dabei als Ort des Leids und der Sühne betrachtet zu werden. Vielmehr wird der Höllenaufenthalt zu einer Fortführung der Sünde, gemeinhin in Form einer unendlichen Party. Trummer nennt hier das AC/DC-Stück Highway to Hell als Beispiel. Berndt zieht das Stück ebenfalls als Beispiel für eine im Metal und Hard Rock vertretene „selbstzerstörerische, orgiastische Heilslehre“, in welcher um nichts gebeten und sich unaufhaltsam alles, was gewollt ist, genommen wird. Nicht zuletzt findet hier in der Stilisierung der Hölle ein Rekurs auf den postulierten und idealisierten Rock-’n’-Roll-Lifestyle aus Freiheit und Individualismus statt. Insbesondere in dem auf Hedonismus und sexuelle Freizügigkeit ausgerichtetem Glam Metal werden weitere lyrische Bezüge zur Hölle als erstrebenswerter Ort eines freien und exzessiven Lebens präsentiert.

### Emanzipatorischer Befreier
Die dritte Deutung des Teufels bezeichnet Trummer als jene, die im Metal die höchste Verbreitung innehat. Der Teufel wird in dieser Variante als „emanzipatorischer Befreier“ dargestellt. Satan wird, in der Tradition des Milton-Epos Paradise Lost, als Symbol der Auflehnung gegen die gesellschaftlichen Konventionen gedeutet. Die durch Satan personifizierte Ablehnung der als „repressiv empfundenen Gesellschaft“ stützt die Selbstwahrnehmung als „widerspenstige und stolze Außenseiter.“ So gehen in dieser, durch Gruppen wie Order from Chaos oder Celtic Frost vertretenen, Variante der Teufelsdarstellung Religionskritik und Liberalismus miteinander einher.

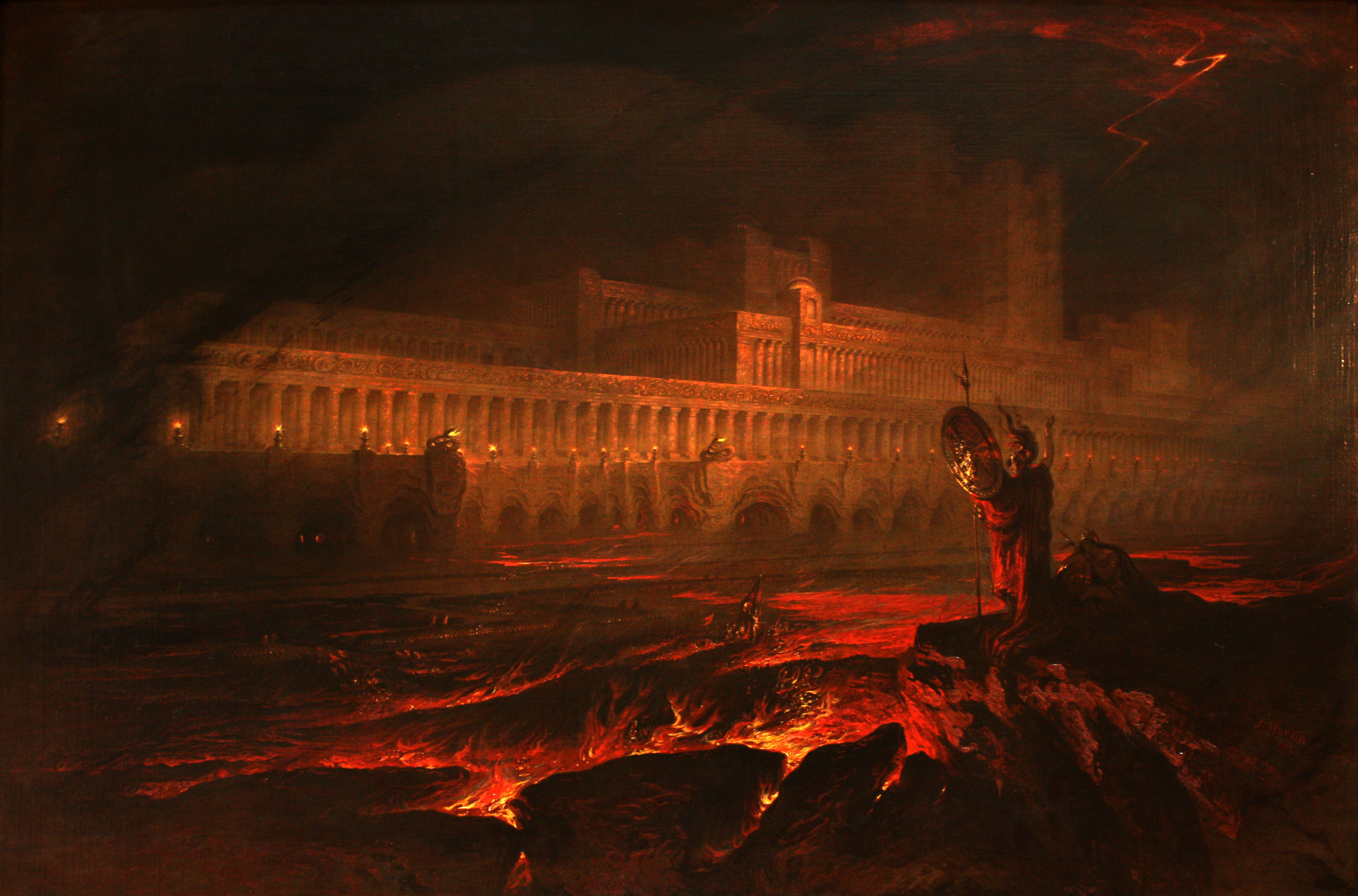
Bilder wie John Martins Illustration des Pandemoniums wurden im Rekurs auf Milton häufig als gestalterisches Motiv aufgegriffen

Direkte Bezugnahmen auf Miltons Paradise Lost finden sich vielfach im Metal, so in vielen Liedtexten unterschiedlicher Gruppen der Covergestaltungen, die auf Illustrationen des Epos zurückgreifen. Wie beim Whelm-Album A Gaze Blank and Pitiless as the Sun, dem Sacrilege-Album six6six oder dem Desaster-Album The Oath of an Iron Ritual für welche stets John Martins Paradise-Lost-Illustration des Pandemonium als Cover genutzt wurde. Weitere populäre Bezugnahmen sind unter anderem bei der gleichnamigen Band sowie im Cradle-of-Filth-Konzeptalbum Damnation and a Day zu finden.

### Satanismus und Okkultismus
Die Kulturwissenschaftlerin Bettina Roccor verweist der Überzeugung vom Teufel als emanzipatorischer Befreier entsprechend auf den philosophischen Satanismus von Anton Szandor LaVey und der Church of Satan sowie auf die thelemische Lehre von Aleister Crowley als „Weltanschauung, die das höchstmögliche Maß an individueller Selbstentfaltung gewährleisten möchte.“ Der in Facetten der Metal-Szene anzutreffende Bezug zum philosophischen Satanismus wird von ihr als bewusste Loslösung des eigenen Geistes von gesellschaftlichen Konventionen und eine subjektive Erweiterung des Bewusstseins gedeutet und damit als Weg in die individuelle Freiheit beschrieben. So entspräche dieser Wunsch nach individueller Freiheit, welcher bei Interpreten wie Morbid Angel oder King Diamond zum Ausdruck käme, „voll und ganz der ursprünglichen Botschaft des Heavy Metal.“ Allerdings verwies sie ebenso darauf, dass nur die wenigsten Metal-Anhänger sich mit den Lehren des philosophischen Satanismus auskennen würden. Der Bezug eines Großteils der Metal-Szene zum Satanismus und Okkultismus bliebe oberflächlicher Natur und in kirchenkritischen Provokationen verhaftet.

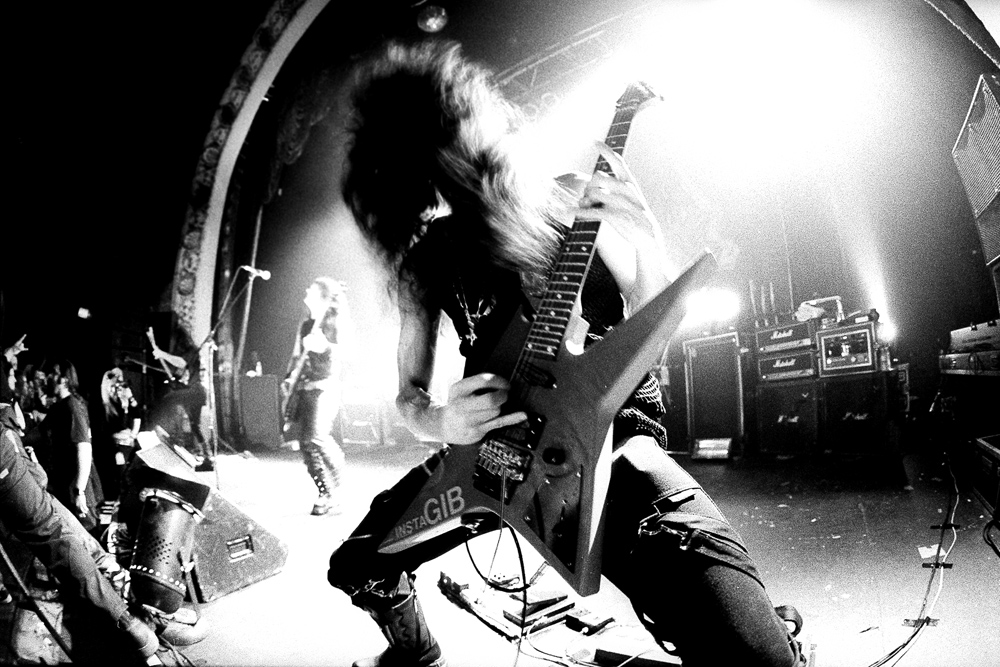
Neben anderem Interpreten trug die Gruppe Morbid Angel, hier bei einem Konzert 2006, den Ansatz des philosophische Satanismus in die Metal-Szene

In einer Vermengung der Betrachtungsweisen des Teufels als menschenfeindlicher Widersacher und als emanzipatorischer Aufklärer kann die Identifikation mit dem Teufel ein elitäres Selbstverständnis begründen. „Die Ausweitung der luziferischen Aufklärung als Vernichtung der Religionen geht hier einher mit einem Selbstverständnis als ein von moralischen Zwängen freier Übermensch im Sinne Nietzsches, dem eine durch die Religion geknechtete Masse an Herdenmenschen gegenübersteht.“ Das selbst idealisierende Elitedenken, der sich dergestalt als moralisch frei betrachtenden Szene-Anhänger, begründet in kleinen und separierten Teilen der Szene sozialdarwinistische und rassistische Überzeugungen. Hierbei wird der Machtbegriff, als Macht über sich selbst, „in primitiven faschistischen Visionen von einem satanischen Weltreich, dem die Christen und alles andere ‚Gewürm‘ auf der Erde geopfert werden müssen“ zu einer Verkehrung des philosophisch-satanistischen Machtbegriffes, zu einer Macht über andere in Form von Herrschaft oder Gewalt.
Seit Mitte der 1990er Jahre finden sich im Metal nach Berndt „mehr okkultistisch-satanistische und philosophische-satanische Bezüge.“ Diese Bezüge würden in Einzelfällen auf „echte satanistische Systeme“ verweisen. Dabei sei dieser Satanismus auf einen „kleinen Teil der Szene“ begrenzt und „fast ausschließlich auf den Black Metal“ beschränkt. Berndt nimmt hier direkten Bezug auf Jon Nödtveidt von Dissection sowie auf Gaahl von Gorgoroth und God Seed.
Okkultismus wird demgegenüber von Sami Albert von Reverend Bizarre eher als eine spielerische Beschäftigung umschrieben. Insbesondere das Thema Hexerei, das seit den späten 1980er Jahren ins lyrische Repertoire des Metals gerechnet wird, bedient nicht zuletzt ein stereotypes Geschlechterverhältnis vom verführten und in den Bann geschlagenen Mann, der den weiblichen Reizen erliegt, dessen Hingabe sich jedoch als unnütz erweist. Trummer ergänzt diese Einschätzung um die teufelsbünderische affirmative Selbstinszenierung mittels okkulter Symbole, welche als Protest gegen das Christentum sowie als Ausdruck des eigenen Individualismus dient.

## Fantastik, Vor- und Antimoderne
Als weiterer häufig im Metal aufgegriffener Themenkomplex gilt die populärkulturelle Imagination der Vormoderne. Dabei greifen Metal-Interpreten ein breites Themenspektrum mit drei deutlichen Schwerpunkten auf, während keinem der Themenfelder Authentizität abverlangt wird. Vielmehr bieten Fantasy-Literatur, Wikingermythos und Mittelalterbild eine „mythisierte Idealvorstellung, die völlig ohne historical correctness auskommt. Im parahistorischen Sehnsuchtsraum der gefühlten Vormoderne spielen sich die Mythen von überlegener, männlicher Stärke und klaren Wertcodices wie Ehre, Tapferkeit und Mut ab.“ Die identifikationsstiftenden Protagonisten dieser imaginierten Vormoderne werden so zu „Symbolen einer vermeintlich reaktionären Rebellion.“ Dabei rekurriert das im Metal gepflegte Bild von der Vormoderne auf die historischen Mittelalterbilder der Romantik und des Historismus sowie sekundärmittelalterliche Fantasy-Literatur. Als Sekundärmittelalter gilt „das inszenierte und gegenwärtige Mittelalter“ der Popkultur. „Es findet vornehmlich im Kino, im Fernsehen, im Internet, in PC-Spielen, in historischen Romanen, auf Mittelalterfesten und auf Mittelaltermärkten statt.“ Verweise auf Richard Wagner von Interpreten wie Bathory und Manowar werden mitunter ebenso in diesen Kontext gestellt. Dennoch besteht kein homogenes Bild der Vormoderne in der Metal-Szene. Die Vorstellungen variieren unter den Gruppen und insbesondere unter den verzweigten Substilrichtungen des Metals. Seit Beginn der 1990er Jahre werden in manchen Substilrichtungen antimoderne Topoi propagiert, im Kontext des Rekurs auf die reale wie fiktive Vormoderne. Eine besondere Rolle wird dabei dem Black Metal und den aus diesem gewachsenen Substilrichtungen zugeordnet.
In diesen wie in den Bezügen zur Vormoderne zeigt sich nicht nur eine Suche nach Spiritualität und Loslösung aus der modernen Gesellschaft, sondern auf das Szene-Kernthema einer meist jugendlich-männlich besetzten Suche nach Freiheit und Individualismus sowie ein Rekurs auf kanonisierte Popkultur. Diesem Kanon entlehnt sich ebenso ein postapokalyptischer Themenkomplex, der sich zumeist an Filmen der 1980er Jahre orientiert. Die Vormoderne ebenso wie die Postapokalypse werden wie im Folgenden dargestellt von Autoren wie Hassemer, Berndt, Roccor oder Leichsenring zur Folge mal aus der Perspektive von Leidtragenden einer von dem natürlichen Leben entfremdeten Gesellschaft, mal aus der Sehnsucht nach einer mystischen und sublim-erhabenen Welt und mal aus schlicht juveniler Lust am Fantastischen betrachtet.

### Fantasy
Das Fantasy-Genre, insbesondere Sword-&-Sorcery-Geschichten wie Conan der Barbar, trat mit der NWoBHM und dem Power Metal in den Themenkanon des Metals ein. Roccor nennt Vertreter wie Savatage, Manowar und Molly Hatchet als populäre frühe Beispiele für Interpreten, die sich diesem Themenkomplex widmeten. Wie die meisten Kerntopoi der Szene findet sich das Fantasy-Motiv in den Gestaltungen von Tonträgern, den Liedtexten sowie den Bühneninszenierungen einiger Interpreten. Der Kunsthistoriker Rainer Zuch betont, dass solche fantastische Elemente zwar in vielen Metalsubgenrebereichen zu finden seien, sie jedoch „in den explizit melodischen und symphonischen Spielarten des Metal wesentlich“ stärker vertreten seien. Trotz dieser Einschätzung finden sich im norwegischen Black Metal umfassende Bezüge zur Fantastik, diese werden dort jedoch nur selten heroisch besetzt. Berndt betont, dass im True Metal die Selbstinszenierung der Protagonisten (mitunter spielt er hier auf die Gruppe Manowar an) Gefahr läuft, im „Fantasy-Barbaren-Image […] die Grenze zur Lächerlichkeit zu überschreiten.“
Das Interesse der Szene am Fantasy-Genre ist indes inhaltlich und historisch begründet. Szenehistorisch zieht der Geschichtswissenschaftler Simon Maria Hassemer eine direkte Verbindung zwischen der Entstehung der Metal-Szene in den 1970er Jahren und der ausgehenden Fantasy-Fankultur der 1960er Jahre. Roccor ebenso wie Hassemer verweisen auf eine ursprünglich soziodemografische Konstellation der Metal-Szene. Hassemer betont ergänzend, dass jene der Fantasy-Fankultur dieser glich. Beide Szenen setzten sich in diesem Zeitraum noch aus überwiegend weißen männlichen Jugendlichen der unteren sozialen Schichten zusammen. Inhaltlich steht Roccor zufolge der imaginierte Kampf gegen das Böse für Freiheit und Gerechtigkeit zentral im Geschichtenfundus. So finden viele jener Werte, welche die Szene vergemeinschaften, ihre Entsprechung in der Sword-&-Sorcery-Dichtung: Männlichkeit, Freiheit, Gemeinschaft, Leidenschaft, Authentizität und kraftvolle Körperlichkeit. Entsprechend bediene sich das Metal-Erzählrepertoire mitunter bei eben solchen Geschichten und Figuren, welche die eigene Kindheit und Jugend der meist männlichen Musiker und Fans geprägt hat. „[M]ittelalterliche Schlachtengetümmel, dramatische Kämpfe mit Seeschlangen, Drachen, schwarzen Rittern, Hexen und Dämonen. Das Gut siegte immer, denn es hatte Power – genau wie die Musik.“ Dabei birgt das Fantasy-Erzählmuster von dem den Normalsterblichen überlegenen Helden gerade Pubertierenden mit den schicksalsgegebenen Erschwernissen weitere Identifikationspunkte. Den heldenhaften Charaktereigenschaften „Kraft, Klugheit, Mut und Ausdauer“ stehen „Entfremdung, Heimatlosigkeit und Einsamkeit“ gegenüber.
Anders agieren die Vertreter des Black Metal im Umgang mit Stereotypen des Sekundärmittelalters. Diese Interpreten nutzen nicht zuletzt Tolkiens Schwarze Sprache für Pseudonyme, Band- und Albumtitel. Dabei wird das Sekundärmittelalter zur „Adaptionsfolie für die Themen Chaos und Misanthropie“.

### Wikingermythos

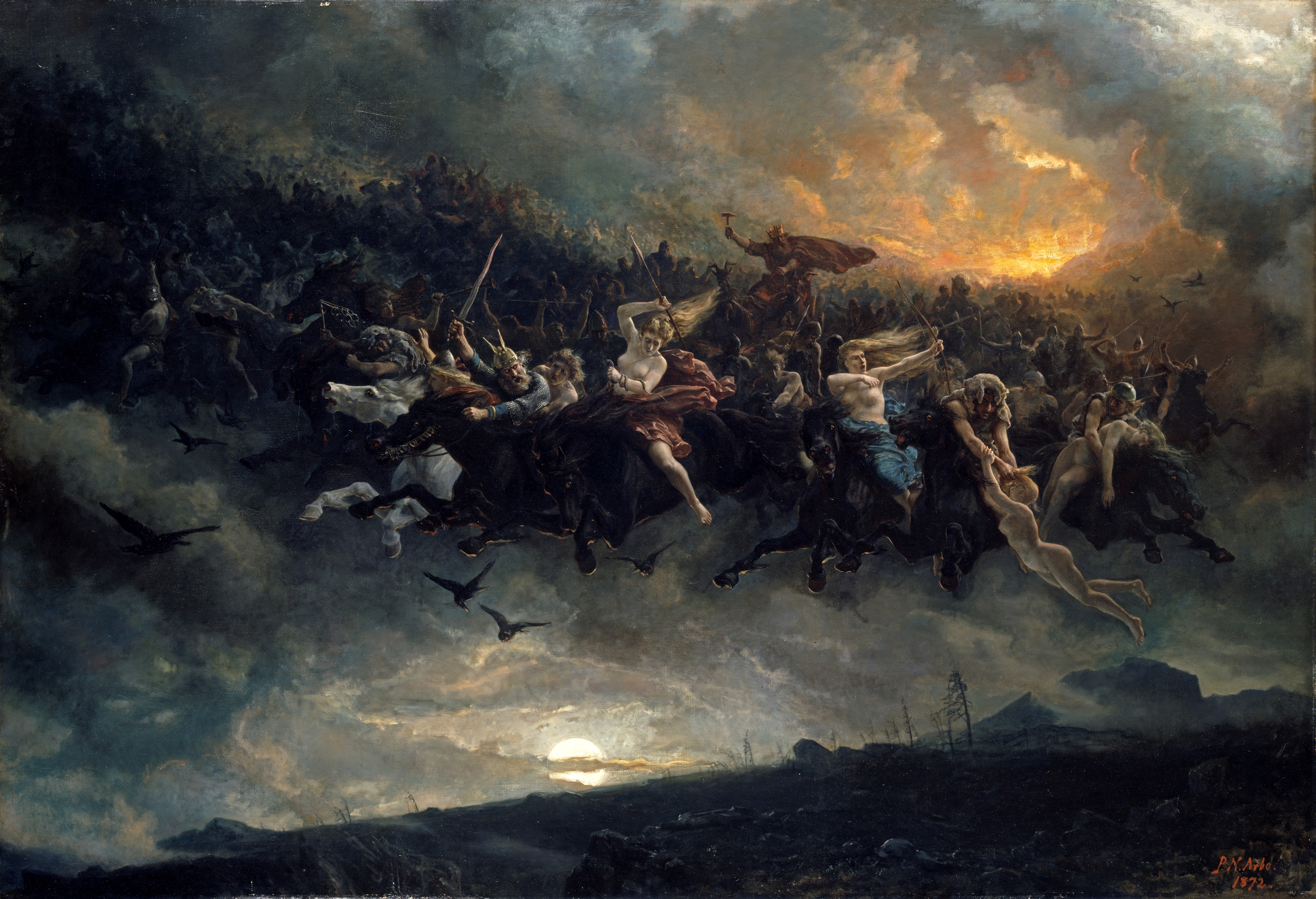
Das Bild Åsgårdsreien (Wilde Jagd) von Peter Nicolai Arbo wurde von Bathory als Cover für das Album Blood Fire Death, welches als Initialwerk des Viking Metal gilt, verwendet.

Das Eindringen der Sword-&-Sorcery-Dichtung in den Themenkanon hat nach Hassemeer die Faszination für die Vormoderne wesentlich geprägt. Dabei blieb der von den Fantasy-Geschichten ausgehende Rekurs in der Rezeption der Vormoderne überwiegend im fiktionalen Bereich. Insbesondere die nordische Mythologie, besonders die Edda sowie die Arthussage, kämen hier zum Tragen. Beide böten den Rezipienten „ein hohes Identifikationspotential für vor allem männliche Jugendliche mit einer zivilisationskritischen Sehnsucht nach archaischer Konkretheit um ›Werte wie Mut, Ehrlichkeit und Loyalität […]‹ (Joey DeMaio, Manowar).“
Der Verweise und Affinitäten zum stereotypen Wikingermythos gelten seit der Entstehung des Genres als fester Bestandteil des Themenkanons. Allerdings erfuhr der Rückgriff auf nordische Sagen und Figuren mit der Entstehung des Viking Metal eine tiefergehende Quantität und Qualität. Dabei erheben die Interpreten und Rezipienten keinen Anspruch auf Authentizität. Stattdessen wird der Wikingermythos zu einem historischen Sehnsuchtsraum, einer „ursprünglich-archaischen, naturnahen und maskulinen Kultur“. Historistische Gegenstände wie Schwerter, Trinkhörner, Pelzumwürfe, Amulette etc. bilden häufig die Staffage einer verweisenden Selbstinszenierungen der Interpreten. Neoromantische Historiengemälde sowie Holzschnitten und archäologischen Funden nachempfundene Grafiken finden in vielen Fällen als Gestaltungselement für Tonträger und die darauf verweisenden Textilien Verwendung. Als lyrische Kernthemen gelten die sich zur Metal-Szene anbietenden Anknüpfungspunkte „kriegerische Stärke, Abenteuerlust und Trinkfestigkeit“, sowie die Sehnsucht nach dem loyalen und männerbündischen Gemeinschaftserleben.

### Mittelalter
Ähnlich dem Verweis auf das Sekundärmittelalter nutzen Black-Metal-Interpreten vermeintliche Verweise auf das Mittelalter. Ebenso wie sie mit Elementen der Fantasy-Literatur Chaos und Misanthropie thematisieren, geschieht dies im Bezug auf das Mittelalter. Insbesondere der Rekurs auf die Pest sowie die Präsentation von fiktiven Kriegern mit archaisch wirkenden Waffen dient als weitere Adaptionsfolie für einige der zentralen Inhalte des Subgenres: Misanthropie, Chaos, Verfall und Tod. Hassemer bezeichnet die präsentierten Kriegerfiguren als barbarische Chaos-Krieger welche Okkultismus und Naturverbundenheit repräsentieren.
Dem misanthropischen Impetus des Black Metal in der Thematisierung des Mittelalters steht der heroisierende Blick des Symphonic Metal gegenüber. Die Interpreten des mit orchestralen Arrangements agierenden Genres verweisen auf mittelalterliche Schlachten, Sagen und Mythen. Dabei werden die genreüblichen Sängerinnen als mystische Figuren wie Walküren inszeniert. Sängerinnen wie Tarja Turunen und Sharon den Adel treten entsprechend betont feminin in mittelalterlich oder fantastisch anmutenden Kleidern auf und heben sich so von ihren Mitmusikern sowie von anderen im Metal vertretenen Stereotypen ab.

### Antimoderne

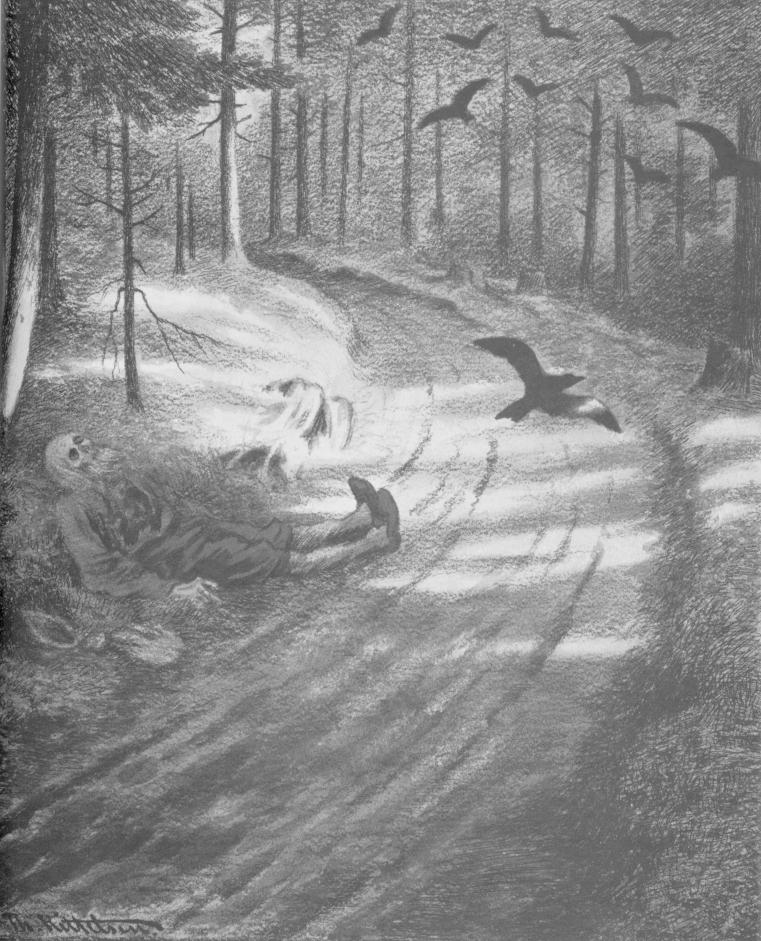
Das von Burzum zur Gestaltung des Albums Hvis lyset tar oss genutzte Bild Fattigmannen von Theodor Kittelsen

Dem Kultur- und Sozialwissenschaftler Jan Leichsenring zufolge wird in diesen, zumeist aus dem Black Metal gewachsenen Metal-Substilen „eine Haltung der Innerlichkeit, der Naturverbundenheit und der Abwendung von modernen Lebensweisen zelebriert, die dem Metal-Mainstream teilweise diametral entgegensteht.“ So werden im Kontext des Rekurses auf eine fiktive wie reale Vormoderne gelegentlich antimoderne Positionen, welche insbesondere eine Abwendung von Urbanisierung, Rationalisierung, Technisierung, Säkularisierung und Fortschrittsglauben befürworten, bemüht.
Gerade aus der inhaltlichen Neubesetzung des Metals durch Vertreter der zweiten Welle des Black Metals fand nicht nur die Beschäftigung mit dem Themenkomplex Satanismus und Okkultismus zu neuer Ernsthaftigkeit. Ebenso gingen die spielerischen Sword-&-Sorcery-Fantasy-Themen der 1980er Jahre in die Auseinandersetzung mit mythologischen Schriften des eigenen Kulturkreises, Naturromantik und dem vermeintlich finsteren Mittelalter über. Der Natur, vornehmlich in Form von Wäldern, Bergen, Nebel, Meer oder Winter dargestellt, werden dabei eine burksche Erhabenheit und ein wundervolles Grauen zugeordnet, die auf das „Archaische und Übermächtige gegenüber der modernen menschlichen Lebenswelt“ verweise. So wird die Natur mit Spiritualität assoziiert und ein ländlich und möglichst anachronistisches Leben einem Leben in materiellen Wohlstand gegenübergestellt. Einige Interpreten befürworten und pflegen eine autarke Lebensführung im ländlichen Raum. Der amerikanischen Post-Black-Metal-Band Wolves in the Throne Room attestiert der Literaturwissenschaftler Sascha Pöhlmann eine amerikanische transzendentalistische Tradition mit Bezug zu Ralph Waldo Emerson, Henry David Thoreau und Walt Whitman. Diese Tradition verweigere sich in einer ökologischen, universellen und globalen Ausrichtung eben jenen potentiell nationalistischen Tendenzen, welche die antimoderne Sinnsuche transportieren kann und in anderen vom Black Metal abgeleiteten Spielformen des Metals insbesondere im National Socialist Black Metal sowie in Teilen des Pagan-Metal, ihren Widerhall finden.

Bilder wie Friedrichs Abtei im Eichwald werden in der Metal-Szene häufig als Gestaltungselement aufgegriffen

Die Ablehnung des modernen Lebens wird indes von vielen Interpreten und Anhängern als Sinnsuche in geschichtlichen und kulturellen Überlieferungen begriffen. Als hierzu wesentlicher Informationsfundus fungieren Märchen, Sagen und Mythen. Diesem Ansinnen folgend etablierten einige Interpreten eine eigene Ikonografie, welche insbesondere auf Märchen- und Sagenillustrationen wie von Theodor Kittelsen, auf romantische Maler wie Caspar David Friedrich oder auf Werke des Symbolismus wie von Arnold Böcklin zur Tonträgergestaltung zurückgriffen. Dieser Rekurs auf Symbolismus und Romantik ging derweil über die Grenzen des Black Metal und seiner Abformen und Nachkommen hinaus. Gemälde wie Böcklins Die Toteninsel, John Martins Pandemonium oder Friederichs Das Eismeer und Abtei im Eichwald sind gängige Motive, welche gestalterisch genutzt werden. Des Weiteren trugen Interpreten des Black Metals Mythen, Sagenschriften und Märchen mit neuer Ernsthaftigkeit in den Themenkomplex. Zu den Hauptströmungen dieser Herangehensweise zählen Vertreter des Black Metals, des Blackgaze, des NSBM und des Pagan Metals.
Mit der Beschäftigung mit diesen Themen korreliert die neuheidnische spirituelle Überzeugung vieler Pagan-Metal-Interpreten. Ebenso greifen Vertreter des NSBM auf den Themenkomplex der Vormoderne zurück. So beschreibt Leichsenring den NSBM als „typischerweise weniger an der technokratischen Seite und der Technikbegeisterung der Faschismen interessiert, sondern an der irrationalen Rückbindung ans Mystische, an antiurbanen Vorstellungen von Blut und Boden, wie sie etwa von Alfred Rosenberg und Julius Evola vertreten wurden.“ Nicht selten wird dabei zumindest in Teilen der SS im Besonderen der Organisation Ahnenerbe ein spiritueller, heidnischer und mystischer Faschismus imaginiert.
Derweil wird im antimodernen Kontext, insbesondere von Vertretern des Blackgaze wie Lantlôs und Amesoeurs, ein urbanes Leben thematisiert, dies jedoch negativ besetzt und als Entfremdung von einem natürlichen oder ursprünglichen Leben verstanden wird.

### Postapokalypse und Dystopie

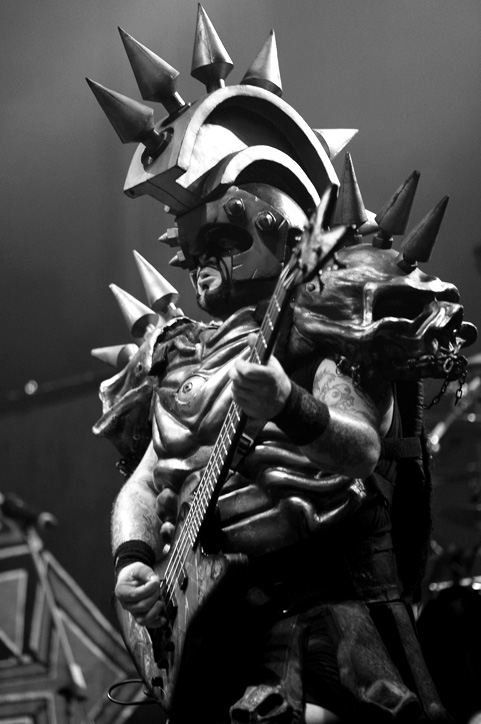
In den Bühnenkostümen von Gruppen wie Gwar wird das postapokalyptische Element zum überstilisiert-ironischen Showbestandteil

Ähnliche Positionen hinsichtlich einer Kritik an Fortschrittsglauben, Urbanisierung und Technisierung wurden zudem im Industrial Metal, im frühen Sludge sowie im Post-Metal bezogen. Solche und weitere Spielweisen, welche Elemente der elektronischen Musik ab Ende der 1980er aufnahmen, verwiesen mitunter auf apokalyptische, postapokalyptische und dystopische Szenarien. Dabei werden von Interpreten wie Frontline Assembly und Fear Factory mitunter Bezüge zum Cyberpunk hergestellt.
Damit schließt sich ein Kreis zum literarisch-fantastischen, hier jedoch düsteren Science-Fiction-Genre. Allerdings greifen Bands wie Gwar oder Monstagon den Themenkomplex mit eher ironisch-spielerischen Verweisen auf. Ähnlich besetzte Bezüge zu postapokalyptische Filmen wie Mad Max oder Die Jugger finden sich in Rahmen- und Bühnengestaltungen wie der Wasteland Stage und des zugehörigen Areals Wasteland des Wacken Open Air.

## Horror, Splatter und Gore

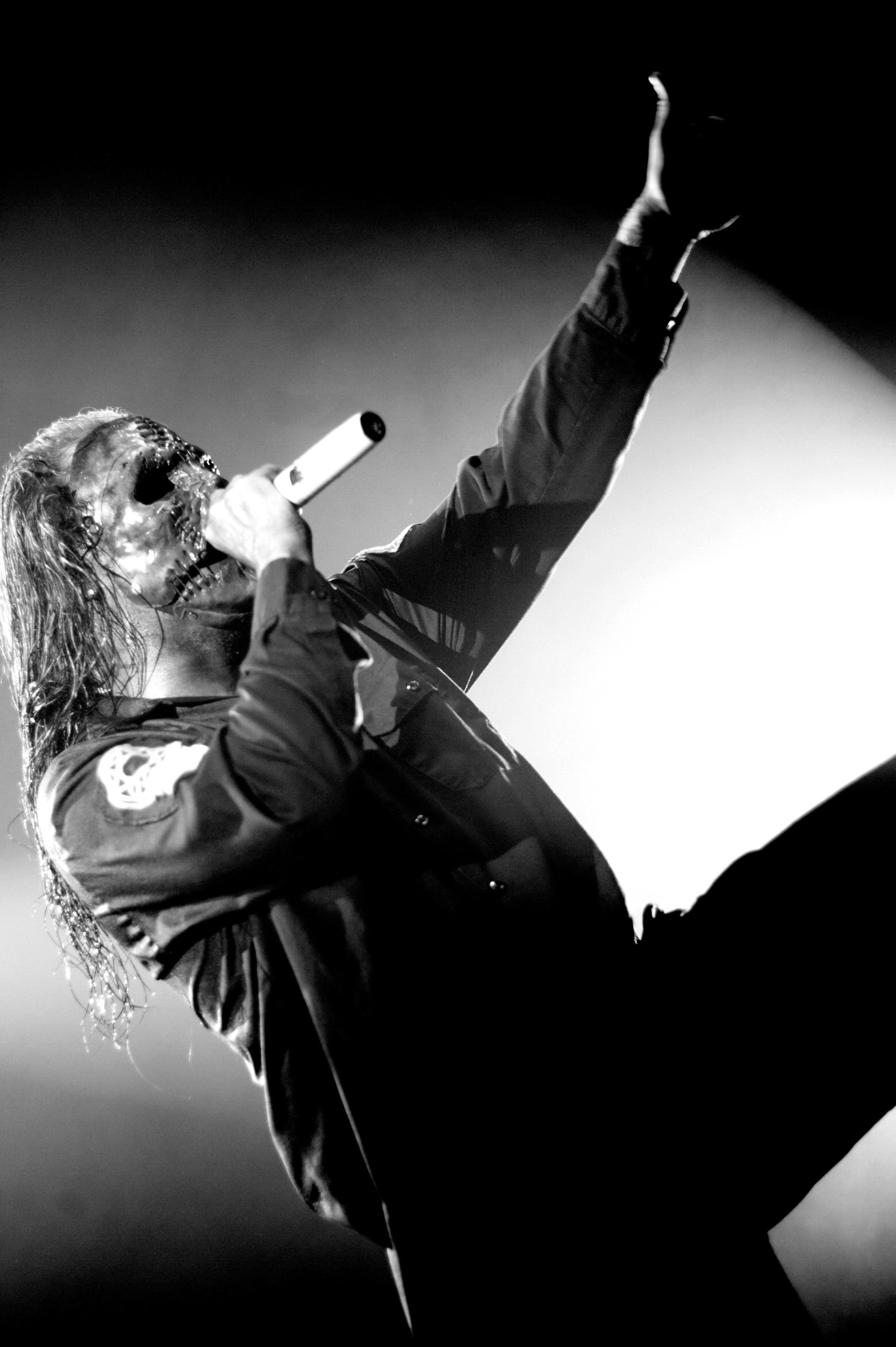
Auch die Maskerade der Slipknot-Musiker, hier Sänger Corey Taylor, zitiert Horror-Film-Stereotype, insbesondere jene des 1980er Slasher-Films.

Der Medienwissenschaftler Florian Krautkrämer und der Kommunikationsdesigner Jörg Petri sehen die seit den Anfängen der Szene gewachsene Verbindung von Metal und Horrorfilmen in ökonomischen und stilistischen Überschneidungen. Ökonomische, da über das je andere Medium eine weitere potentielle Zielgruppe angesprochen werden könne. Stilistische, da sich Merkmale aufzeigen lassen, die beiden Bereichen unabhängig voneinander gemein sind. Krautkrämer und Petri führen die Typografie als Beispiel eines solchen Merkmals an.
Roccor stellt die Affinität zu Horror und Gore hinzukommend in die Tradition der im frühen Metal verhafteten Beschäftigung mit Mythologie- und Fantasygeschichten. So bezeichnet sie den „Faible für kranke, blutrünstige, grausame und morbide Texte“ als kennzeichnend für den Metal ab der Mitte der 1980er Jahre. Dabei sei das Thema zum Teil aus Abgrenzung und Weiterentwicklung aus den Themen der älteren Metalmusiker-Generation entstanden. Zu einem anderen Teil sei es Ausdruck der Themen, welche die Generation selbst geprägt habe. „Das Horrorgenre ist für diese in den 70er und 80er Jahren aufgewachsenen Heavies das, was Fantasy für die Älteren bedeutete: Eine faszinierende Gegenwelt, in der alle Regeln auf den Kopf gestellt sind.“ Der Pädagoge Christoph Lücker sieht daneben den Wunsch zur Provokation, den Willen zur katharsischen Kompensation negativer Emotionen sowie die Spiegelung der Realität als Grundlage für die extremen Texte. Insbesondere in der Darstellung real existierender Gewalt nehmen die Texte einen konfrontativen und gesellschaftskritischen Impetus ein. Roccor schreibt, angelehnt an Reß, Horror- und Gewalt-Darstellungen eine Reihe von Funktionen zu, welche dem Entwicklungsstand Heranwachsender entsprechen und notwendige Entwicklungsaufgaben widerspiegeln.

„Die Themen ‘Gewalt’ und ‘Tod’ verweisen auf den notwendigen Entwicklungsschritt, den jeder Jugendliche vollziehen muß: das Akzeptieren des partiellen Todes des kindlichen Ichs und die (schmerzhafte) Herausbilden eines Erwachsenen-Ichs. […] ‘Sexualität’ und ‘soziales Zusammenleben’ werden […] nur in pervertierter, unvollkommener Art präsentiert. Besonders Jugendliche, in ihrer noch brüchigen geschlechtlichen und sozialen Rolle erkennen sich hier wieder. […] Speziell Horror[szenarien] sprechen die beiden dominierenden Gefühlsstimmungen junger Menschen an: das Gefühl der Allmacht (einsamer Held bezwingt das Böse) und das Gefühl von Ohnmacht und Verzweiflung (das Böse lauert überall und schlägt erbarmungslos zu).“

Dabei ist die Horror-Thematik wie in den meisten Szenetopoi nicht auf Musikgruppen und deren Liedtexte begrenzt, sondern über die Tonträgergestaltung und die darauf verweisende Mode aus Band-Shirt und Kutte, essentieller Bestandteil der gesamten Szenekultur. So werden die Horror-Motive einiger Tonträger über die Kleidung zu einem „Teil der eigenen Körperinszenierung“. Dies, so die Medienwissenschaftlerin Julia Eckel, könne „als Hinweis darauf gelesen werden, dass die Verbildlichung der musikalisch verhandelten Grenzen auch ein subjektives Interesse der Fans und Akteure des Genres widerspiegelt.“ Als Horrormotive werden besonders der Okkult-Horror-Film der 1970er, der Cthulhu-Mythos sowie Splatter- und Gore-Filme in unterschiedlichen benannt.

### Okkult-Horror
Die inhaltliche Bindung an Horrorliteratur und -filme begann bereits in den Ursprüngen der Szene. So benannten sich Black Sabbath nach einem Horrorfilm und nahmen lyrisch und ästhetisch Bezug auf Hammer- und Okkult-Horror-Filme wie Rosemaries Baby, Der Exorzist oder Das Omen der 1960er und 1970er Jahre. Dieser Einfluss wirkte sich damals auf das Bühnen- und Erscheinungsbild der Gruppe aus. Gerade in der Adaption von Motiven aus Okkult-Horror-Filmen präsentieren Gruppen wie Coven oder Black Sabbath popkulturelle Vorstellungen von dämonischen oder satanischen Begebenheiten. Entsprechend stehen viele solcher Verweise auf entsprechende Film-Motive im Kontext des Teufels oder Dämons als sinistere bedrohliche Gestalt.

### Cthulhu-Mythos
Einige spätere Gruppen des Metals, vornehmlich jene des ursprünglichen Doom-Metals, schlossen sich dem durch das Horrorgenre inspirierten Auftreten und Klang Black Sabbaths an. Im Zuge der Beschäftigung mit Horrormotiven finden sich im Metal häufig Verweise auf den von H.P. Lovecraft geschaffenen Cthulhu-Mythos. So nehmen Gruppen wie Samael, The Vision Bleak, Metallica und Celtic Frost in einzelnen Liedern, weitere wie Thergothon mit Stream from the Heavens, Tyranny mitTides of Awakening, Electric Wizard mit Come My Fanatics… und Head of the Demon mit Head of the Demon in Albumkonzepten und solche wie Catacombs, Y’ha-Nthlei, Fecund Betrayal und Sulphur Aeon in ganzen Bandkonzepten Bezug auf den Cthulhu-Mythos. Für Vertreter des Doom-Metals gilt das Werk von Lovecraft gar als gängiger lyrischer Themenfundus.

### Splatter und Gore
Den Vertretern der Stile Grindcore und Death Metal wird von Berndt eine erweiterte und erneuerte Horror-Themenpalette zugesprochen, in welcher „alles was ängstigt, erschreckt oder schockiert […] verarbeitet werden“ kann. Dabei werden besonders Splatter und Gore betont. Während in Splattertexten die Gewaltausübung detailliert beschrieben wird, werden in den Goretexten die Folgen der Gewalt explizit dargestellt. Die Inszenierungen von Gewalt und Boshaftigkeit münden unter anderem in dem grotesken, teils offen ironischem Gebaren mancher Grindcore- und Death-Metal-Bands, welches sich jedoch stärker am Splatterfilmgenre, als an religiösen Verweisen orientiert.

### Wechselwirksame Beziehung
Die Neigung zum Themenkomplex Horror, Splatter und Gore bedingt Überschneidungen mit dem entsprechenden cineastischen Genre. Filmbesprechungen zu Kino- und Videoveröffentlichungen sind gängiger Bestandteil von Metal-Fanzines und -Magazinen. Krautkrämer und Petri zufolge beeinflussen sich Horrorfilme und Metal gegenseitig.

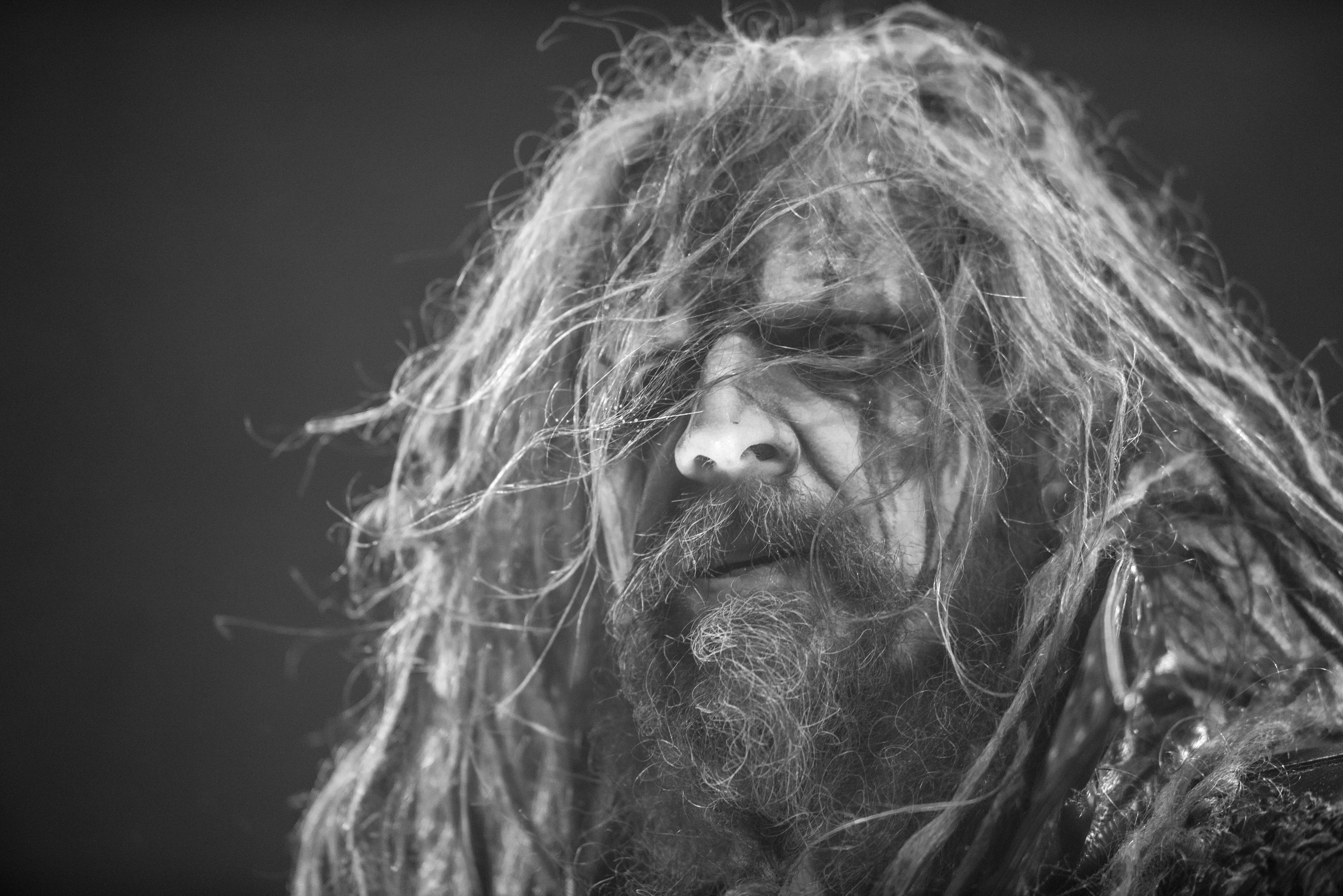
Rob Zombie ist neben seinem musikalischen Schaffen für Filme wie Haus der 1000 Leichen und The Devil’s Rejects bekannt

„Beide Formationen verhandeln (text-)inhaltlich wie visuell Themen im Assoziationsfeld um Tod, Verwesung, Zersetzung, Okkultismus, Krieg und Zerstörung genauso wie religiöse, fantastische oder mystische Elemente. Häufig werden ›jenseitige‹ Positionen bezogen. Gemeint sind hier beispielsweise Positionen jenseits einer christlich geprägten Lebenswelt, im Wahnsinn, jenseits des ›gesunden Menschenverstandes‹, aber auch Außenseitertum, ein Jenseits einer bürgerlichen Gesellschaft“. Während im Feld des Metals die Ästhetik von Horrorfilmen für Tonträgergestaltungen und Bühnenshows adaptiert wird, nutzen Horrorfilme seit den 1990er Jahren häufig Metal als Teil der Filmmusik. Diese Verwendung von Metal als Soundtrack begann bereits in den 1980er Jahren in Filmen wie Phenomena, Die Fürsten der Dunkelheit und Terror in der Oper. Spätestens nach der um die Jahrtausendwende zunehmenden Nutzung der Musik als Soundtrack von Actionfilmen wurde das Horrorfilmgenre „mit der Musik regelrecht neu codiert.“ Insbesondere im Slasher-Film wurde Metal seither zu einem tragenden Element. Musiker treten wiederholt in Filmen als Schauspieler in Erscheinung, manche wie der ehemalige Bathory-Schlagzeuger Jonas Åkerlund oder Rob Zombie auch als Regisseure. Dabei verweisen sie mit ihren Filmen Horsemen, Lords of Chaos und Halloween, wieder zurück auf den Metal und den mit diesem assoziierten Stereotyp vom orientierungslosen weißen männlichen Jugendlichen aus zerrütteten Familienverhältnissen, zum Teil ohne Metal zum Soundtrack der eigenen Filme zu machen.

### Krieg und Gewalt
Gewalt gilt als eigenständiges Themenfeld des Metals. Insbesondere die Subgenres Death Metal, Thrash Metal und Black Metal bedienen sich häufig dieses Themenfeldes und greifen Mord, Krieg, Serienmorde und weitere Formen der Gewalt als lyrische und gestalterische Elemente auf. Bei einigen Interpreten kommt es hierbei zu Überschneidungen mit dem Themenkomplex Horror, Splatter und Gore. Substile wie War Metal oder Depressive Suicidal Black Metal nehmen Teile des Rekurses auf Gewalt und Krieg als lyrisch und gestalterisch bestimmendes und darüber den Stil definierendes Element des jeweiligen Genres auf. So wird der Suicidal, Depressive Suicidal oder Depressive Black Metal über die inhaltlichen Schwerpunkte selbstverletzendes Verhalten und Suizid definiert, War Metal hingegen über den Themenkomplex Krieg. Währenddessen orientieren sich beide Substile musikalisch überwiegend an der zweiten Welle des Black Metals. Krieg und Gewalt kann im Metal kritisch, rein narrativ oder gar affirmativ thematisiert werden, wobei die verherrlichende und affirmative Bezugnahme eher als Ausnahme gilt.

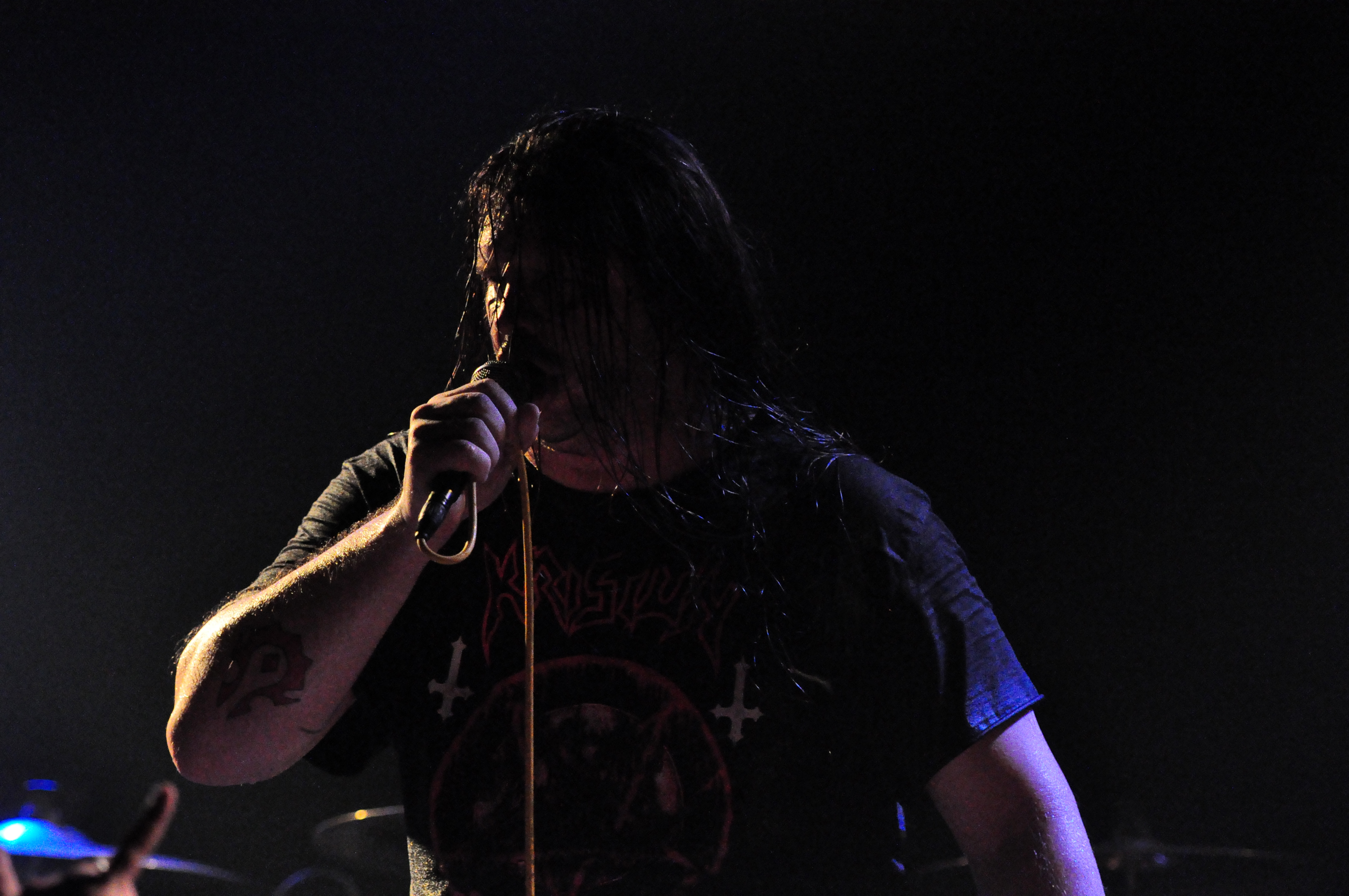
Mehrere Alben der Gruppe Cannibal Corpse, hier Sänger George Fisher Live 2012, wurden wegen gewaltverherrlichender Gestaltung und Inhalte indiziert

Roccor sieht in dem Komplex eine „Darstellung der Realität in all ihrer Grausamkeit“, welche mitunter als Gegenpol zur Love-and-Peace-Ideologie der Hippies zu verstehen sei. Entsprechend führt sie die Etablierung des Themenkomplexes im Metal auf die Entstehungsphase der Szene Ende der 1960er Jahre zurück – jene Zeit, in welcher Gewalt, insbesondere Polizeigewalt und Gewaltakte gegen Figuren der damaligen Protestbewegung sowie Kriege, insbesondere der Vietnamkrieg das Zeitgeschehen mitprägten. So beschreibt sie das Themenfeld Krieg und Gewalt im Metal als Reflexion der „Widersprüchlichkeit der gewalttätigen Realität.“ Dennoch sei die „Faszination am Grauen“ ein Wesensmerkmal des Metals. Gruppen wie Cannibal Corpse produzieren gemäß Berndt eine ästhetisch böse Kunst, in welcher Gewalt weder verherrlicht noch verurteilt, sondern lediglich dargestellt wird. Hierbei werde das Böse als Böses gezeigt. Somit könne „die Gewaltdarstellung […] als ästhetisch böses Kunstwerk gerechtfertigt werden […], da das Menschenverachtende bereits im Dargestellten, nicht erst in der Darstellung begründet“ liege. Brutale und gewalthaltige Inhalte werden von den Künstlern zumeist mit einer „ambivalenten Faszination“ erklärt. Der Einschätzung, die Auseinandersetzung mit dem Themenfeld Gewalt und Krieg sei lediglich einer ambivalenten Faszination geschuldet, widersprechen der Medienwissenschaftler Mario Anastasiadis und der Medien- und Kulturwissenschaftler Marcus S. Kleiner. Sie beschreiben den Themenkomplex, neben der ambivalenten Faszination, als einen Ausdruck eines in der Szene verbreiteten Pazifismus, der sich bis in die Anfänge des Heavy Metals zurückverfolgen lasse. Dabei erfülle das Themenfeld „eine Doppelfunktion als Narrativ und politisches Positionierungsfeld.“
Als reines Narrativ, im Verständnis einer sinnstiftenden, die Möglichkeit zur gesellschaftlichen Orientierung gebenden Erzählung, wird Krieg kaum politisch rezipiert. Hierbei dient er meist einer ästhetischen Inszenierung, welche sich gleich anderen Themen in Texten, Tonträgergestaltungen, Kleidungsstücken und Bühnenaufbauten wiederfindet. Dies geschehe nach Anastasiadis und Kleiner teils apolitisch, teils affirmativ. Dabei verweist die Kriegsthematik häufig auf das „Bild des starken, unabhängigen Einzelkämpfers“ und lässt sich somit auf die Kernthemen Männlichkeit, Körperlichkeit und Freiheit zurückführen. Insbesondere der in den 1990er Jahren populäre Black Metal rückte „Kriegs- und Kampfmotive ins Zentrum seiner Selbstinszenierung“, derweil er keine kritische Position einnimmt, sondern „Krieg, Kampf und Rebellion […] in sein Selbstbild integriert und […] zum Leitbild erhebt“. Unterstützt wird dieses Leitbild durch entsprechende Selbstinszenierung mit Kleidungsstücken wie Patronengurten, Promotionsfotografien mit Schusswaffen und Tonträgergestaltungen, die insbesondere schweres Kriegsgerät zeigen.
Demgegenüber gestalteten bereits in den 1970er Jahren Künstler wie Black Sabbath mit dem Stück War Pigs vom Album Paranoid erste Anti-Kriegslieder. Während die Musiker in den 1970er und frühen 1980er Jahren kaum Bezüge zu aktuellen Themen herstellten und die Auseinandersetzung mit den Kriegen des 20. Jahrhunderts gering blieb, griffen die Interpreten des Thrash Metals nun kriegerische Konflikte als Thema kritisch auf. Anastasiadis und Kleiner bezeichnen diese Entwicklung, in der Gruppen wie Anthrax, Metallica, Sacred Reich und Sodom zum Teil konkrete Forderungen kriegerische Konflikte und internationale Waffengeschäfte zu beenden in ihren Liedern formulierten, als „Politisierungsphase im Heavy Metal“. Die Musikjournalisten sowie Genrechronisten Axl Rosenberg und Christopher Krovatin bezeichnen den Thrash Metal als einen Ausdruck der Angst der jugendlichen Generation vor einem Nuklearschlag in der Zeit des Kalten Krieges.
Im Verlauf der 1990er Jahre wurden kriegskritische Lieder besonders im Industrial- und Alternative-Metal von Interpreten wie Ministry, Rage Against the Machine oder Prong veröffentlicht. Insbesondere durch die Anschläge vom 11. September 2001 fand im Metal eine weitere Politisierung statt. Die erneut kriegskritische Rezeption der Folgen des 11. Septembers ging insbesondere von den Stilen Grindcore und Death Metal und Interpreten wie Napalm Death und Six Feet Under aus.
So weist die „Rezeption des war on terror im Heavy Metal […] nicht nur auf die system- und regierungskritisch aufgeladene Anti-Kriegs-Positionierung hin, sondern stellt […] einen Resonanzraum für einen […] weit verbreiteten Unglauben in die Kriegslegitimation der Bush-Regierung dar.“ Kriegskritische bis pazifistische Positionen werden durch politische Inhalte in Liedern oder in ästhetischen Inszenierungen in Form von Tonträgergestaltungen, Bühnenbauten und darauf verweisenden Textilien ebenso zum Ausdruck gebracht wie in Interviews oder bei Auftritten verlautbarten Stellungnahmen. Hierüber werden die Rezipienten der Musik zur Auseinandersetzung und Reaktion mit dem Thema in Form von Diskussion, Kritik oder Reproduktion herausgefordert.

## Dionysische Themen
In Anlehnung an Weinstein beschreibt Roccor den Bereich der dionysischen Themen als Lieder mit sexuellen Inhalten sowie solche über exzessives Verhalten. Dabei ordnet sie diese Bezüge hauptsächlich den kommerzielleren Stilvarianten des Metalspektrums zu.
Julia Eckel beschreibt den dionysischen Themenkomplex als „eskapistische Szenarien,“ welchen von Weinstein hinzukommend die fantastischen Geschichtenerzählungen zugeordnet werden, die aber besonders „Heavy Metal als pure, weltvergessene Party mit Sex, Drugs und Rock’n Roll zelebrieren.“

### Sexuelle Inhalte
In den Liedern mit sexuellem Inhalt wird der Geschlechtsakt zumeist männlich überhöht dargestellt. Roccor zieht Parallelen zur Erzählstruktur der Pornografie. „Der Mann beweist im Geschlechtsakt Potenz, Kraft und Ausdauer und bestimmt weitestgehend den Ablauf der sexuellen Handlung. […] Akteurinnen sind entweder willige Objekte der Begierde oder aktive, unersättliche Verführerinnen.“ Auf diesen Themenkomplex aufbauende Visualisierungen greifen häufig auf solche stereotype Rollenmuster zurück. Insbesondere im True- sowie im Glam-Metal werden solche heteronormative Stereotype der Geschlechterrollen, in Anknüpfung an das Szene-Ideal der Männlichkeit, hochgradig sexualisiert dargestellt. Als Beispiel für eine hypermaskuline Inszenierung im Metal wird häufig die Band Manowar zitiert, deren Bühnen- und Albumgestaltungen meist von Bildern kriegerischer Männlichkeit geprägt sind und deren Liedtexte häufig sexistischen Inhalte präsentieren.

### Alkohol- und Drogenkonsum

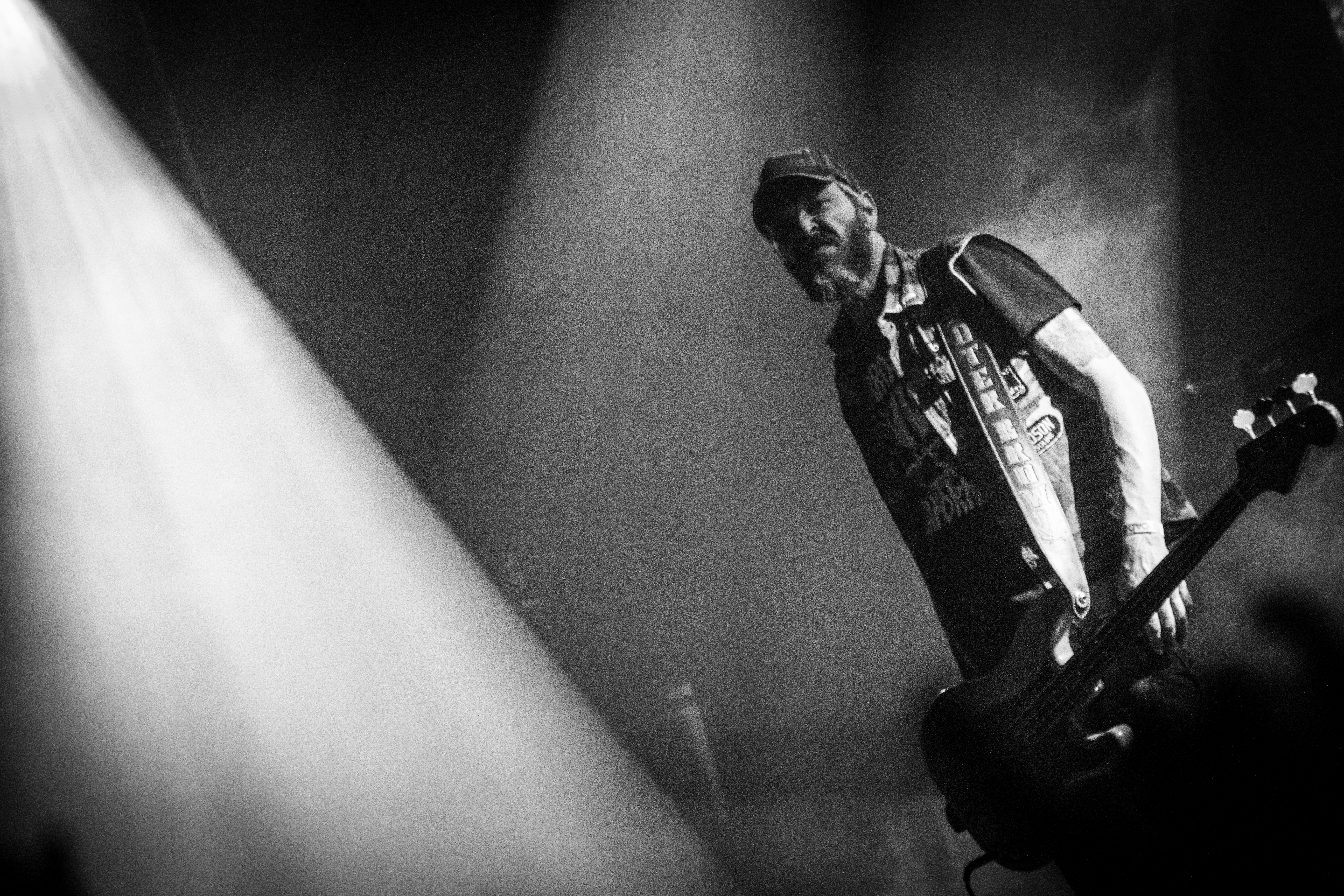
Gruppen wie Bongzilla, hier beim Roadburn 2016, vertreten eine positive Haltung zum Haschischkonsum und treten als Cannabisaktivisten in Erscheinung.

Als weitere dionysische Themen rechnet Roccor Stücke, die sich positiv auf Drogenkonsum, Alkohol und Partys beziehen. Dabei sind positive Bezüge zum Drogenkonsum eher selten auszumachen. Roccor verweist hier auf Vertreter aus den 1970er Jahren. Das Thema Alkoholkonsum ist gegenüber dem des Drogenkonsums stärker in der Szene verbreitet. Trinklieder seien, so Roccor, Teil des Repertoires, derweil nehme das Thema nur eine nachrangige Rolle in der Szene ein. Vereinzelt tritt das Thema als konzeptionelles Hauptthema von Interpreten wie Randalica, Tankard oder Tom Angelripper auf.
Nachfolgende Musikstile, in welchen ein positiver lyrischer und gestalterischer Bezug zum Konsum von Drogen, insbesondere Haschisch, gelegentlich weitere Psychotrope Substanz, gesetzt werden, sind der Stoner Doom und der mit diesem eng verbundene Stoner Sludge. Genrevertreter wie Sleep, Bongzilla, Weedeater, Electric Wizard nahmen lyrisch wie grafisch Bezug auf den Drogenkonsum. Neben psychedelischen Motiven und Anspielungen werden häufig direkte Verweise auf Drogen wie stilisierte Hanfblätter, Bongs und Rauch dargestellt. Lyrisch nehmen diese Gruppen ebenfalls verstärkt Bezug auf den Konsum. Dabei treten manche Interpreten wie Michael „Muleboy“ John Makela von Bongzilla als Cannabisaktivisten auf und sprechen sich vehement für eine umfassende Legalisierung des Konsums aus.

## Emotionen
Das Themenfeld der Emotionen wird durch selbstreflexive Texte der verfassenden Künstler dominiert. Hierbei sind textliche Auseinandersetzungen mit jedweden „erdenklichen Gedankenmustern“ vorstellbar und im Metal anzutreffen. Derweil ist der dominierende Ausdruck in unterschiedlichen Subszenen besetzt. Das Spektrum reicht von „Freude über Wut und Aggression bis hin zu Trauer und Ohnmacht“.
Roccor betont, dass “die Darstellung der grausamen Seite der Realität” dieses Themenfeld dominieren. So würden negativ besetzte Emotionen als „drängender empfunden“. Positiv emotionale Liedtexte würden demgegenüber vorübergehende Glückszustände anstelle von dauerhaften Lebenssituationen beschreiben und so auf dionysischen Themen wie Sex und Rauschzustände zurückgreifen. Als Haupttopoi finden sich Emotionen in manchen Subszenen wie Trauer und Depression im Funeral Doom oder adoleszente Verletzlichkeit, Wut und Frustration im Nu Metal. Als solches bestimmt das Themenfeld der Emotionen nicht den Metal-Mainstream, wenngleich emotionale Inhalte, katharsische Aufbereitungen und selbstreflexive Texte in nahezu allen Subszenen zu finden sind. Hierbei werden besonders häufig Wut und Aggression zum Ausdruck gebracht.

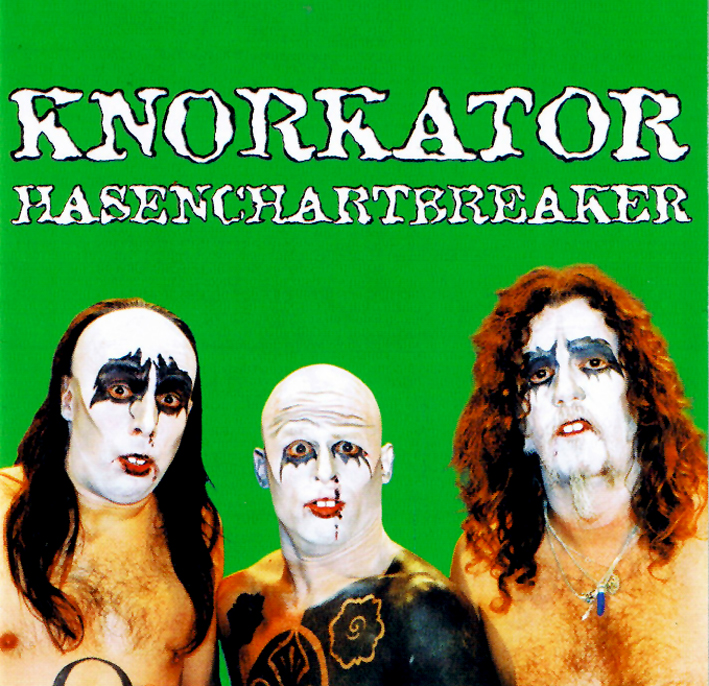
Gruppen wie Knorkator karikieren aus der Szene heraus mit ihrer Selbstdarstellung, wie auf dem Cover des Albums Hasenchartbreaker, sowie mittels ihrer Liedtexte, wie Böse, unterschiedliche Szene-Stereotype

Den ernsten und selbstreflektierenden Inhalten gegenüberstehend werden auch humoristische und komödiantische Aspekte in der Szene aufgegriffen. Interpreten wie J.B.O., Tankard, Knorkator oder A.O.K. werden auf Basis humoristischer Inhalte als „Metalspaßbands“ bezeichnet. Bei solchen Gruppen ist es Teil des Konzeptes Facetten der Szene, populäre Interpreten sowie ganze Substilrichtungen zu karikieren. Humoristische Brechungen der Szene lassen sich indes in den meisten Subströmungen finden. So gelten auf den Black Metal bezogene karikierende Fan-Art-Videoclips als ironische Distanzierung und damit einhergehende Selbstreflexion, die den postulierten Nihilismus ironisch brechen und mit Freude und Spaß versehen. Weitere komödiantische Bezugnahmen auf die Szene durch Filme wie Wayne’s World oder This Is Spinal Tap genießen hohe Anerkennung in der Szene. Ebenso spielen der Comedian Bülent Ceylan sowie der Poetry-Slammer Micha-El Goehre in ihren Auftritten und Werken mit Stereotypen die sich der Szene entlehnen.
Ebenso gehören Beziehungsthemen zum lyrischen Standardrepertoire des Metals. Diese sind nur selten positiv, meist werden tragische Beziehungsverläufe aufgegriffen, wodurch der Tenor Wut gegen den Partner oder ehemaligen Partner ausdrückt oder Trauer ob eines Verlustes. Nach Lücker befassen sich diese Texte vorrangig mit zwischenmenschlichen Problemen und gescheiterten Beziehungen. Dennoch seien weitere Varianten sozialer Konstellationen wie Freundschaft und Familien vorhanden. In diesen Themen würden die Texte ebenfalls vornehmlich von Problemen und Verlust handeln.

## Metal
Roccor bezeichnet die Beschäftigung mit der Szene und Musik selbst als wichtigen Themenkomplex der Szene, der als „bemerkenswertes Phänomen“ in „unzähligen Songs, die von nichts anderem als dem Heavy Metal selbst handeln“ seinen Ausdruck fände. Nicht zuletzt präsentieren sich die Künstler in diesen Texten als Metal-Fans und als Teil der Szene. So besängen „Schwermetaller immer wieder voller Stolz ihre tiefe Liebe zum Metal, preisen Lautstärke, Härte und Geschwindigkeit, schwärmen von der bombastischen Atmosphäre bei Konzerten und danken ihren Fans für die bedingungslose Treue.“ Diese die Szene selbst idealisierenden Lieder werden zumeist als Metal-Hymnen bezeichnet. Als solche stützten sie die emotionale Bindung des Fans an den Künstler, bestätigten wechselseitig ein Fan-Star-Verhältnis und damit das Ideal der Gemeinschaft, welches sowohl im direkten Text wie im Konzertritual des gemeinsamen Singens als barrierefreie Solidargemeinschaft Bestätigung findet. Insbesondere in diesen Ritualen erfahren die Metal-Hymnen besondere Bedeutung, da Publikum und Künstler direkt interagieren, das Publikum die Stücke mitsingt und so sich selbst bestätigt.
Lücker beschreibt die Texte zum Metal und zur Metal-Szene als Positionierung der Szene in Abgrenzung zur Nicht-Szene sowie als Ausformulierung eines ansonsten nicht formell umrissenen Szene-Kodex, der Werte und habitualisierte Verhaltensweisen transportiere. Der Soziologe Christian Heinisch ergänzt, dass die Songtexte im Metal als Verheißung der Kontinuität und Stabilität der Szene fungieren und somit als Versuch gelten können, der „Orientierungslosigkeit und Schnelllebigkeit in der Moderne“ Kontinuitätsbehauptungen des sozialen Verbunds der Szene entgegenzusetzen. Entsprechend wird in solchen Metal-Hymnen die Szene als Gemeinschaft mit religiöser Implikation definiert. Dabei wird die vermeintliche Außenseiterrolle des Metal-Fans in der Gesellschaft mit der Idee elitärer Auserwähltheit und Besonderheit verknüpft.
Als exemplarische Beispiele solcher Metal-Hymnen, die spätestens seit den 1980er Jahren fester Bestandteil des Szenekapitals sind, führt Roccor unter anderem diverse Stücke der Band Manowar sowie Iron League von Raven, Metal on Metal von Anvil und Heavy Metal Breakdown von Grave Digger an.